# Bogdanovicziella
Bogdanovicziella es un género de foraminífero bentónico considerado un sinónimo posterior de Placentammina de la subfamilia Saccammininae, de la familia Saccamminidae, de la superfamilia Saccamminoidea, del suborden Saccamminina y del orden Astrorhizida. Su especie tipo era Pelosina complanata. Su rango cronoestratigráfico abarca desde el Cretácico hasta el Oligoceno.

## Discusión
Clasificaciones previas incluían Bogdanovicziella en la superfamilia Astrorhizoidea, así como en el suborden Textulariina del orden Textulariida.

## Clasificación
Bogdanovicziella incluye a la siguiente especie:
- Bogdanovicziella complanata †